# Gemma Pörzgen

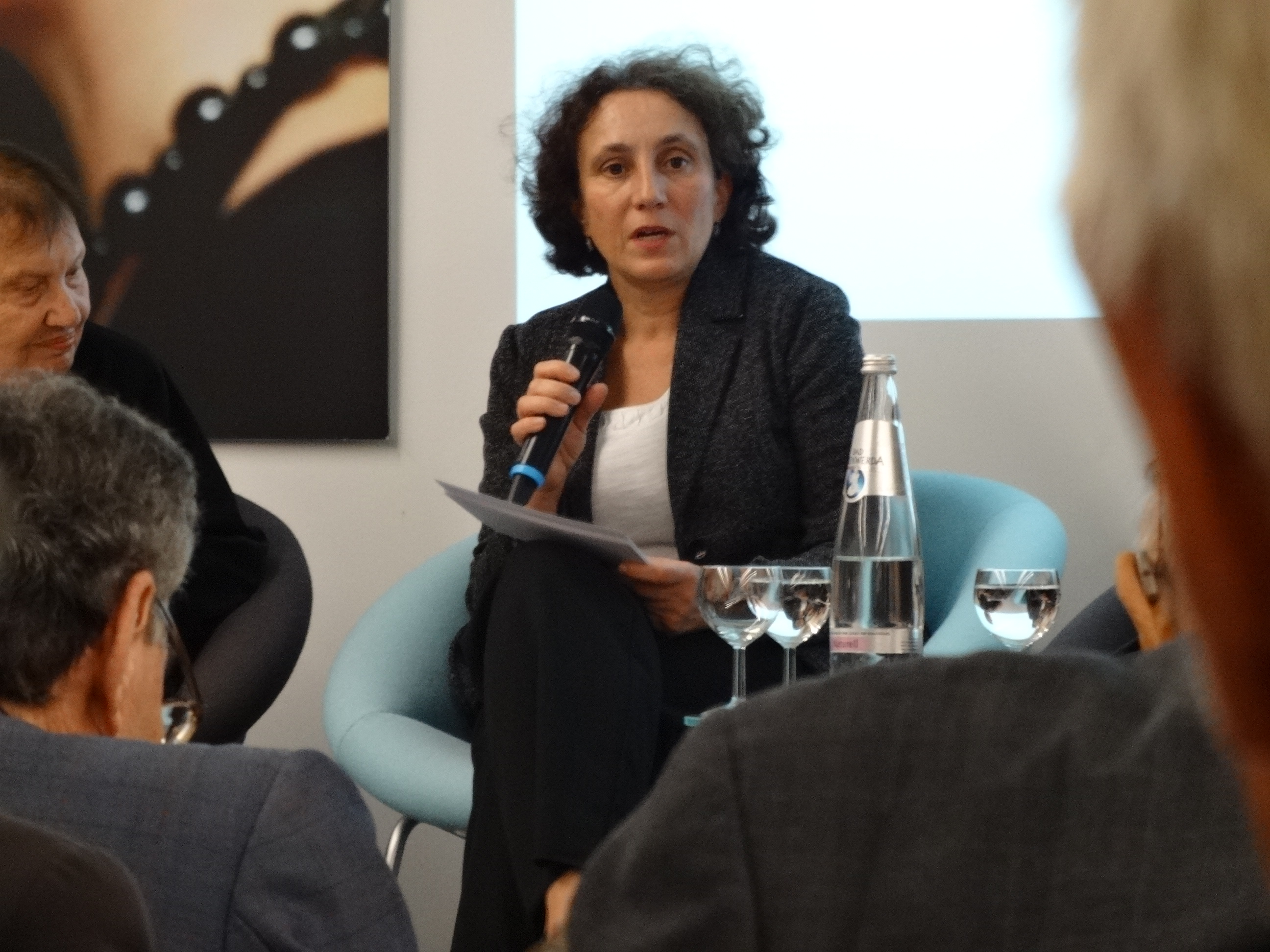
Gemma Pörzgen (2014)

Gemma Pörzgen (* 1962) ist eine deutsche Journalistin und Moderatorin von Fachveranstaltungen mit den Themenschwerpunkten Osteuropa und Medienpolitik. Sie gehört dem Vorstand von Reporter ohne Grenzen an.

## Leben
Gemma Pörzgen wuchs in Moskau und Bonn auf. Seit 2006 lebt sie als freie Journalistin und Autorin in Berlin.
Sie studierte Politikwissenschaft, Slawistik und Osteuropäische Geschichte in München. Während des Studiums war sie freie Mitarbeiterin beim SWF in Paris sowie in Südafrika bei Financial Mail und der als progressiv geltenden englischsprachigen Zeitung Natal Witness, in der während der Apartheid auch schwarze Journalisten, teilweise in isiZulu schrieben. 1989 schloss sie ihr Studium mit einer Magisterarbeit über „Sowjetische Außenpolitik gegenüber Südafrika“ ab. Sie absolvierte ein Volontariat bei der Frankfurter Rundschau und war anschließend von 1993 bis 1997 Nachrichtenredakteurin der FR mit dem Schwerpunkt Osteuropa, ab 1997 freie Journalistin auch für die Wiener Zeitung in Hamburg und Zagreb. Als Südosteuropa-Korrespondentin mit Sitz in Belgrad war sie für die Frankfurter Rundschau, Stuttgarter Zeitung und den Tagesspiegel u. a. tätig. Nach der Geburt zweier Töchter arbeitete sie als Nahost-Korrespondentin für die FR und die Stuttgarter Zeitung in Israel und den Palästinensergebieten. Sie publiziert seit 2008 in der wissenschaftlichen Zeitschrift Osteuropa sowie seit 2010 im Magazin Ostpol, das vom Netzwerk für Osteuropa-Berichterstattung herausgegeben wird. Seit April 2020 ist sie Chefredakteurin der von Renovabis und dem Zentralkomitee der deutschen Katholiken herausgegeben, vierteljährlich erscheinenden Zeitschrift OST-WEST. Europäische Perspektiven (OWEP).
1994 war Gemma Pörzgen Gründungsmitglied der deutschen Sektion von Reporter ohne Grenzen. Bis 1999 war sie Vorstandsmitglied und wurde 2009 wieder in den Vorstand gewählt. Von 2010 bis 2013 war sie Medienberaterin der Uzbekistan Press Freedom Group in Berlin. Sie gründete die Berliner Regionalgruppe des Verbands freier Journalisten Freischreiber.
Gemma Pörzgen ist die Tochter des Journalisten Hermann Pörzgen und der Redakteurin Marie Theresa Pörzgen (geb. Körner). Für ein Buchprojekt über ihren Vater Ein Leben in Moskau erhielt sie 2011 das „Grenzgänger“-Stipendium der Robert Bosch Stiftung sowie 2015 das Milena-Jesenska-Forschungsstipendium. Gemma Pörzgens Großeltern mütterlicherseits Heinrich Körner und Therese Körner gehörten dem Widerstand der Christlichen Gewerkschaften gegen die NS-Diktatur an.

## Stipendien
- 2011: Grenzgänger Recherche-Stipendium der Robert Bosch Stiftung.
- 2015: Stipendiatin des „Milena Jesenska Fellowships for Journalists“ am Institut für die Wissenschaften vom Menschen (IWM), Wien[10]

## Publikationen
Monografie
- Gasprom: Die Macht aus der Pipeline. Europäische Verlagsanstalt, Hamburg 2008, ISBN 978-3-434-46814-1.

Aufsätze und Buchbeiträge (Auswahl)
- Soviet foreign policy with regard to South Africa. In: South Africa International, 21/3 (1991), S. 165–172[11]
- Politische Gewalt in Südafrika. In: Michael Behrens, Robert von Rimscha (Hrsg.): Südafrika nach der Apartheid, Nomos, zweite Auflage 1996, ISBN 978-3-7890-4537-0, S. 113–124
- Dynamik und Verharren. Europäische Öffentlichkeit und ihre Grenzen. In: Osteuropa 2–3/2009, S. 237–250 (Abstract)
- Medien lieben Zahlen. Ein Report zum Verhältnis von Journalismus und Demoskopie. Aus Politik und Zeitgeschichte, 64 (2014), 43–45
- „Soft Power“ und Imagepflege aus Moskau. Leichtes Spiel für PR-Offensive. In: Osteuropa 64 (2014), S. 63–87 (Abstract)
- Moskau fest im Blick. Die deutschen Medien und die Ukraine. In: Osteuropa 5–6/2014, S. 295–310 (Abstract)
- Die Welt in der Krise(ndarstellung). Frankfurter Hefte 10/2014 (pdf)
- Der ewige Putin. In: Ost-West. Europäische Perspektiven, 3/2015, S. 233–238